# Fjellispriset
Fjellispriset var ett svenskt musikpris som delades ut mellan 2000 och 2020 i Malmö.
Fjellispriset tillkom efter bluesgitarristen Jan-Eric Fjellströms död 1999, då hans partner, konstnären Dyveke Zadig, och några av hans vänner inom musikbranschen bildade en minnesfond. Avsikten var att årligen utdela ett stipendium till en musiker som utmärkt sig musikaliskt och verkar i den avlidnes anda: "Som med konsekvens och passion följer sin egen övertygelse och konstnärliga linje, utan att snegla på rådande trender". År 2020 meddelades att utdelningen av priset kommer att upphöra, då man anser att allting har sin tid och man önskar sluta med flaggan i topp.

## Pristagare
- 2000 – Bengt Blomgren
- 2001 – Bosse Skoglund
- 2002 – Pontus Snibb
- 2004 – Svante Sjöblom
- 2005 – Andi Almqvist & Richard Lindgren
- 2006 – Eddie Nyström
- 2007 – Sofi Hellborg
- 2008 – Magnus Nörrenberg
- 2009 – Anders Lindvall
- 2011 – Håkan "Rootsy" Olsson
- 2012 – Håkan Nyberg
- 2013 – Cecilia Nordlund
- 2014 – Peter Thulin
- 2015 – Steve Grahn
- 2016 – Louise Hoffsten
- 2017 – Jens Haack
- 2018 – Nisse Hellberg
- 2019 – Maria Blom
- 2020 – Sanne Salomonsen, Mats Ronander och Peps Persson